# Bohdalec
Bohdalec (deutsch Bohdaletz, älter auch Pohdalau) ist eine Gemeinde in Tschechien. Sie liegt zehn Kilometer südlich von Nové Město na Moravě und gehört zum Okres Žďár nad Sázavou.

## Geographie
Bohdalec befindet sich in der Böhmisch-Mährischen Höhe in der Quellmulde des Baches Bohdalecký potok.
Südlich erhebt sich der Na Kříbu (565 m), an seinem Fuße liegt der Teich Velký Sklenský rybník. Gegen Südosten dehnt sich der Pivovarský les (Bräuwald) und im Westen der Polácký les (Pollakwald) aus.
Nachbarorte sind Řečice und Radešínská Svratka im Norden, Podolí und Černý Mlýn im Nordosten, Bobrová und Radešín im Osten, Bobrůvka im Südosten, Sklené nad Oslavou und Na Brejlích im Süden, Rousměrov im Südwesten, Laštovičky und Suky im Westen sowie Polák, Ostrov nad Oslavou, Obyčtov, Křiby und Hodíškov im Nordwesten.

## Geschichte
Das Dorf wurde wahrscheinlich zum Ende des 13. Jahrhunderts oder Anfang des 14. Jahrhunderts durch das Zisterzienserkloster Saar auf dem den Erben des Přibyslav von Křižanov gehörigen Gebiet gegründet. Die erste schriftliche Erwähnung von Pohdalan erfolgte 1348 zusammen mit Crewczendorf im Zuge eines Streits zwischen dem Pfarrer von Ober Bobrau mit dem Spital der Johanniter in Alt Brünn um den Zehnt der beiden eingepfarrten Orte. 1390 machte der Pfarrer von Ober Bobrau dem Spital erneut den Zehnt aus Bohdal streitig. Aus der Mitte des 15. Jahrhunderts stammen erste Überlieferungen über das zwischen Bohdalec und Řečice gelegene wüste Dorf Mankov, das dem Vladiken Volimír von Hlinné gehörte. Im Urbar des Klosters Saar von 1462 sind für Bohdalcí 21 Untertanen einschließlich des Richters aufgeführt. 1483 wurde das Dorf im Klosterurbar erstmals mit Bohdalec bezeichnet. Das älteste Ortssiegel ist aus dem Jahre 1667 überliefert. Nach der Aufhebung des Klosters im Zuge der Josephinischen Reformen fiel Bohdalec 1784 dem Religionsfonds der Herrschaft Saar zu. Dieser wurde der k.k. Veräußerungskommission für die Staatsgüter übertragen. Die Herrschaft Saar wurde in fünf Teile aufgegliedert. Bohdalec kam dabei zur Herrschaft Radešín, die 1826 František Schneider aus Brünn verkauft wurde. In der Umgebung des Ortes wurde Eisenerz abgebaut.
Nach der Aufhebung der Patrimonialherrschaften bildete Bohdalec ab 1850 eine Gemeinde im Bezirk Neustadtl. Im Jahre 1900 lebten in dem Dorf 452 Menschen. 1949 wurde die Gemeinde im Zuge der Auflösung des Okres Nové Město na Moravě dem Okres Žďár nad Sázavou zugeordnet. Bohdalec gilt als Fundstätte von Halbedelsteinen.

## Ortsgliederung
Für die Gemeinde Bohdalec sind keine Ortsteile ausgewiesen.

## Sehenswürdigkeiten
- Kapelle der Jungfrau Maria von Lourdes, erbaut 1903
- Gedenktafel für Jaroslav Skryja

## Söhne und Töchter der Gemeinde
- Jaroslav Skryja (1895–1942), Funktionär des Sokol und Organisator im antifaschistischen Widerstand, hingerichtet in Plötzensee